# Charles Henry Baker
Charles-Henry Jean-Marie Baker, más conocido como Charles Baker o "Charlito" (Puerto Príncipe, 3 de junio de 1955), es un político y empresario haitiano.
Destacado empresario, entró en la política ingresando en el partido Respè, se lanzó a candidato para la presidencia de la república en las elecciones de 2006 perdiendo y en donde quedó en tercer lugar. Baker fue considerado por muchos el candidato de la clase alta del país, además del candidato preferido de Estados Unidos, las transnacionales y los organismos financieros internacionales.  
Baker forma parte del Grupo 184, que es una cámara de empresarios, y siendo su líder, se opuso frontalmente al gobierno de Jean-Bertrand Aristide. 
Baker volvió a postular para las elecciones presidenciales del 28 de noviembre de 2010, saliendo nuevamente derrotado.
- Datos: Q711217